# Dennis Irwin
Ne doit pas être confondu avec Denis Irwin.
Pour les articles homonymes, voir Irwin.
Dennis Irwin (18 novembre 1951 à Birmingham, en Alabama - 10 mars 2008) était un contrebassiste de jazz américain. Il a enregistré entre autres avec John Scofield, Scott Hamilton, Johnny Griffin, Joe Lovano et le Vanguard Jazz Orchestra. Il a fait partie des Jazz Messengers d'Art Blakey de 1977 à 1980.  Il a aussi accompagné des chanteurs comme Jackie Paris, Betty Carter, Annie Ross, Ann Hampton Callaway (en), Tânia Maria et Mose Allison.

## Discographie sélective

### Avec Art Blakey and the Jazz Messengers
- 1977 : Heat Wave (Pony Canyon/After Beat)
- 1978 : In this Korner (Concord Jazz)
- 1979 : Night in Tunisia (Polygram)
- 2002 : Works of Art (Recall)

### Avec Johnny Griffin
- 1988 : Take My Hand (Who's Who in Jazz)
- 1988 : Woe Is Me (Jazz Hour)
- 1990 : The Cat (Antilles)

### Avec Scott Hamilton
- 1990 : Radio City (Concord Jazz)
- 1994 : Organic Duke (Concord Jazz)
- 1995 : My Romance (Concord Jazz)
- 1999 : Blues Bop & Ballads (Concord Jazz)
- 2000 : Ballad Essentials (Concord Jazz)

### Avec John Scofield
- 1992 : What We Do (Blue Note)
- 1993 : Hand Jive (Blue Note)
- 1995 : Groove Elation (Blue Note)

### Avec Joe Lovano
- 1985 : Tones, Shapes and Colors (Soul Note)
- 2000 : 52nd Street Themes (Blue Note)
- 2002 : On This Day at the Vanguard (Blue Note)
- 2006 : Streams of Expression (Blue Note)